# Tricheilostoma dimidiatum
Tricheilostoma dimidiatum là một loài rắn trong họ Leptotyphlopidae. Loài này được Jan mô tả khoa học đầu tiên năm 1861.